# Catostomus commersonii

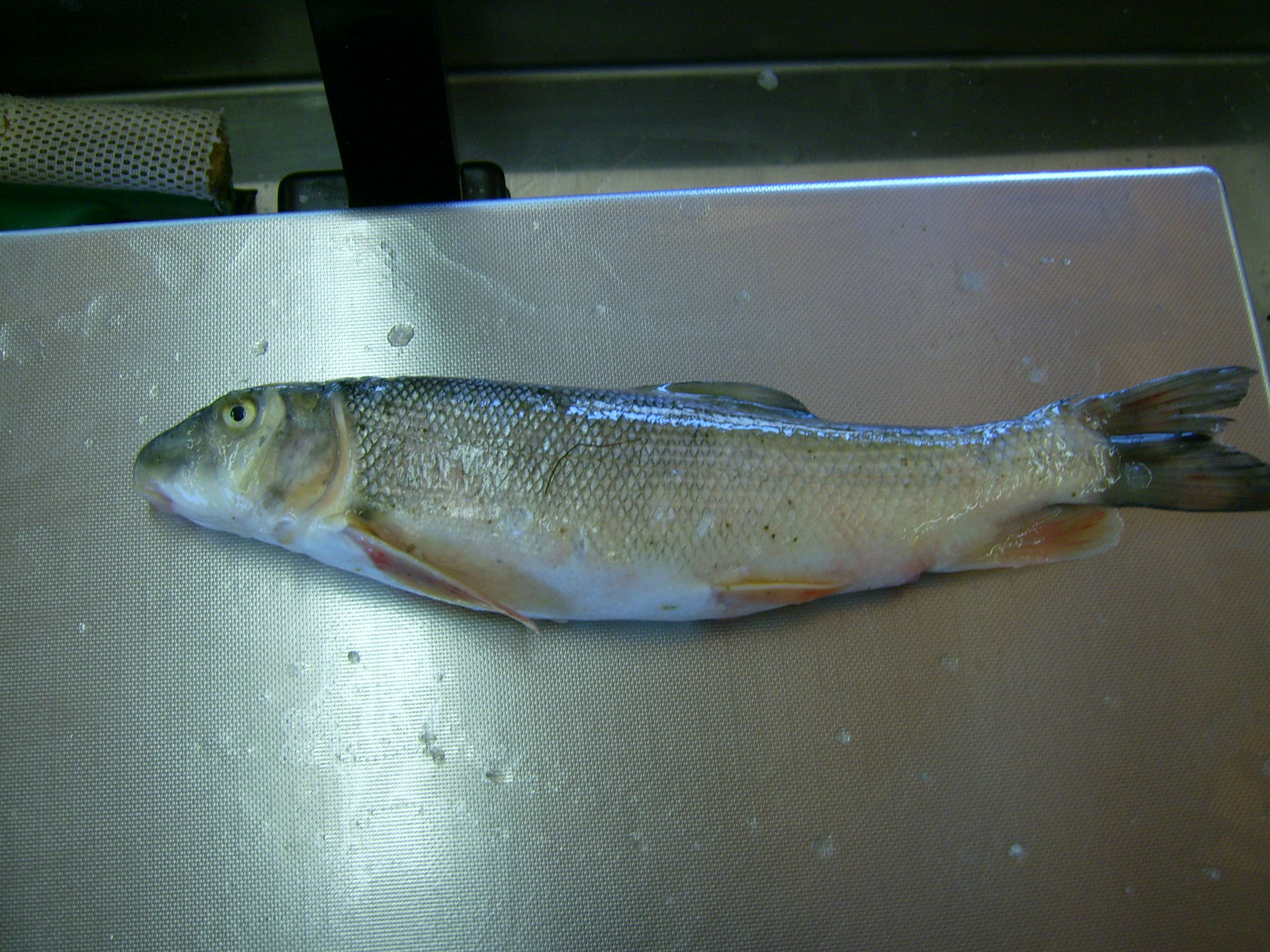
Exemplar capturat al llac Superior.

Catostomus commersonii és una espècie de peix de la família dels catostòmids i de l'ordre dels cipriniformes.

## Morfologia
Pot assolir els 65 cm de longitud total (encara que la seua mida normal és de 40,7) i els 2.940 g de pes.

## Alimentació
Els alevins de menys d'1,2 cm de llargada es nodreixen de plàncton i d'altres petits invertebrats i quan arriben a fer entre 1,6 i 1,8 cm comencen a alimentar-se d'organismes bentònics. Com a adult, es desplaça a aigües poc fondes al voltant de l'ortus i de l'ocàs per a menjar.

## Depredadors
És depredat per aus, peixos (Ichthyomyzon castaneus, la perca americana de boca petita -Micropterus dolomieui-, Micropterus salmoides, Coregonus clupeaformis, el lluç de riu -Esox lucius-, Esox masquinongy, Lota lota, Stizostedion vitreum, la llampresa de mar -Petromyzon marinus-, el salmó europeu -Salmo salar- i la truita de rierol -Salvelinus fontinalis-) i mamífers.

## Hàbitat i distribució geogràfica
És un peix d'aigua dolça, demersal, catàdrom (normalment, fins als 30 m de fondària, tot i que pot arribar fins als 45) i de clima temperat (68°N-34°N), el qual es troba a Nord-amèrica: des de la major part del Canadà fins a la costa atlàntica, Carolina del Nord, Virgínia, Tennessee, Missouri, Colorado, Wisconsin i Nou Mèxic, encara que és menys comú al sud de les Grans Planes. Durant els anys 1998 i 1989 es va intentar introduir-lo a la Gran Bretanya però no hi va arrelar.

## Observacions
És inofensiu per als humans, la seua longevitat és de 12 anys i la seua carn és blanca, escatosa i dolça.